# The Penthouse: War in Life
The Penthouse: War in Life (hangul: 펜트하우스; RR: Penteuhauseu) és una sèrie de televisió sud-coreana protagonitzada per Lee Ji-ah, Kim So-yeon, Eugene, Um Ki-joon, Park Eun-seok i Yoon Jong-hoon. Es va estrenar a SBS el 26 d’octubre de 2020.

## Repartiment
- Lee Ji-ah - Shim Su-ryeon
- Kim So-yeon - Cheon Seo-jin
- Eugene - Oh Yoon-hee
- Um Ki-joon - Joo Dan-tae
- Park Eun-seok - Gu Ho-dong/Logan Lee
- Yoon Jong-hoon - Ha Yoon-cheol